# Wai, Maharashtra
Về chào kiểu Thái xem thêm: Wai (Thái Lan)
Wai là một thành phố và là nơi đặt hội đồng đô thị (municipal council) của quận Satara thuộc bang Maharashtra, Ấn Độ.

## Địa lý
Wai có vị trí 17°56′B 73°54′Đ / 17,93°B 73,9°Đ Nó có độ cao trung bình là 718 mét (2355 feet).

## Nhân khẩu
Theo điều tra dân số năm 2001 của Ấn Độ, Wai có dân số 31.090 người. Phái nam chiếm 51% tổng số dân và phái nữ chiếm 49%. Wai có tỷ lệ 77% biết đọc biết viết, cao hơn tỷ lệ trung bình toàn quốc là 59,5%: tỷ lệ cho phái nam là 81%, và tỷ lệ cho phái nữ là 73%. Tại Wai, 11% dân số nhỏ hơn 6 tuổi.